# Bố Trạch
Bố Trạch är ett administrativt område i den vietnamesiska provinsen Quang Binh. Totalt har området ett invånarantal på 174 984 (2007) och en area på 2123,09 km². Phong Nha-Ke Bang nationalpark ligger i distrikten Bo Trach och Tuyen Hoa.